# Les Filles du feu
Les Filles du feu est un recueil de nouvelles et de poèmes écrits par Gérard de Nerval qui est paru en janvier 1854, alors que Nerval est interné dans la clinique du docteur Émile Blanche à Passy. Il se compose d’une dédicace à Alexandre Dumas, de huit nouvelles (Angélique, Sylvie, Chansons et légendes du Valois, Jemmy, Octavie, Isis, Corilla, Emilie) et d'un ensemble de douze sonnets (Les Chimères).

## Genèse
La genèse de cette œuvre est complexe. Selon Michel Brix, rédacteur de l’introduction à l’édition en classique de poche des Filles du feu, Nerval aurait demandé à son éditeur le 23 octobre 1853 de commencer d’imprimer un opuscule alors intitulé Mélusine, ou les Filles du feu et qui se serait composé de cinq histoires, dont trois seulement feront partie du volume définitif, Jemmy, Angélique et Rosalie (sans doute le nom provisoire d'Octavie). Au cours du mois de novembre 1853, Nerval déclare vouloir y joindre la Pandora. Puis, en décembre, Nerval annonce à son éditeur qu’il veut également insérer Sylvie (qui avait paru dans la Revue des deux Mondes du 15 août 1853) ainsi que Émilie (qui avait paru en 1839 dans Le messager, sous le titre Fort de Bitche). Le recueil paraît finalement en janvier, sous la forme que l’on connaît. La Pandora est donc finalement abandonnée, mais Isis et Corilla viennent compléter les cinq histoires déjà citées. Les Chimères sont ajoutées, et prennent place à la fin du recueil.

## Angélique
Angélique est un récit à la première personne composé de douze lettres adressées à M.L.D. Ces initiales, qui signifient Monsieur le Directeur, indiquent que le narrateur écrit pour un journal. Nerval, avec Angélique, opère une réécriture d’un de ses textes paru en 1850 dans le journal le National, qui s’intitulait les Faulx Saulniers. 
S’il est possible de distinguer des épisodes dans le récit (errance du narrateur dans Paris, histoire d’Angélique, errance dans le Valois), il est difficile de dégager une véritable homogénéité dans la structure du texte. Cette œuvre se caractérise avant tout par une abondance de digressions du narrateur et par l’intégration de nombreux textes complémentaires au récit à proprement parler comme le journal d’Angélique. De cela résulte, au sein de ce qui apparait de prime abord comme un roman autobiographique, un véritable mélange des genres.
Sa recherche d'un livre intitulé Histoire de l'abbé de Bucquoy mène le narrateur dans toute une suite de péripéties où il rencontre bibliophiles et libraires. Parmi ses découvertes, il y a un manuscrit d'Angélique, écrit tandis qu'elle s'enfuit avec son amant La Corbinière en Italie.

## Sylvie
Sylvie est une nouvelle poétique de Gérard de Nerval, publiée en 1853 dans la Revue des deux Mondes, puis intégrée en 1854 au recueil des Filles du feu. De son propre aveu, Nerval considère ce texte comme la meilleure de ses nouvelles.
La construction de cette brève nouvelle est très habile, ménageant des ponts incessants entre le passé et le présent. Les thèmes chers à Nerval s’y déploient avec une étonnante concentration : le pouvoir rédempteur de la Femme, assimilée à la figure maternelle perdue trop tôt ; les charmes d’une province oubliée par le temps, parsemée de châteaux magiques et de bois profonds hantés du souvenir de Jean-Jacques Rousseau, qui passa là ses dernières années ; les sortilèges du rêve enfin, et de la mémoire, par lesquels le narrateur oppose sa formelle défiance à l’arrogance du réel.

### Résumé
Un entrefilet dans un journal plonge brutalement le narrateur dans des souvenirs de fêtes villageoises près de Senlis, dans l'Oise. Il décide de quitter Paris sur l’heure et, au cours du trajet qui le mène à Loisy, il se remémore sa jolie compagne d’alors, la brune Sylvie, et la mystérieuse Adrienne, aperçue un soir au milieu d’une ronde de jeunes filles, et jamais oubliée depuis.
Les années ont passé, néanmoins, et sitôt arrivé, le narrateur ne peut que constater le naufrage du temps : Sylvie se moque gentiment de ses obsessions et si l’ombre d’Adrienne plane encore non loin de l’abbaye de Châalis, elle est morte depuis longtemps déjà, ce que le narrateur n'apprendra que plus tard dans le récit. Seul, il poursuit ses chimères et prétend confondre l’actrice Aurélie dont il est épris avec ce fantôme. Alors peut-être la sage Sylvie le sauverait-elle en lui offrant une vie sans nuages ? Mais elle est gantière et en voie d’épouser un pâtissier.

## Chansons et légendes du Valois

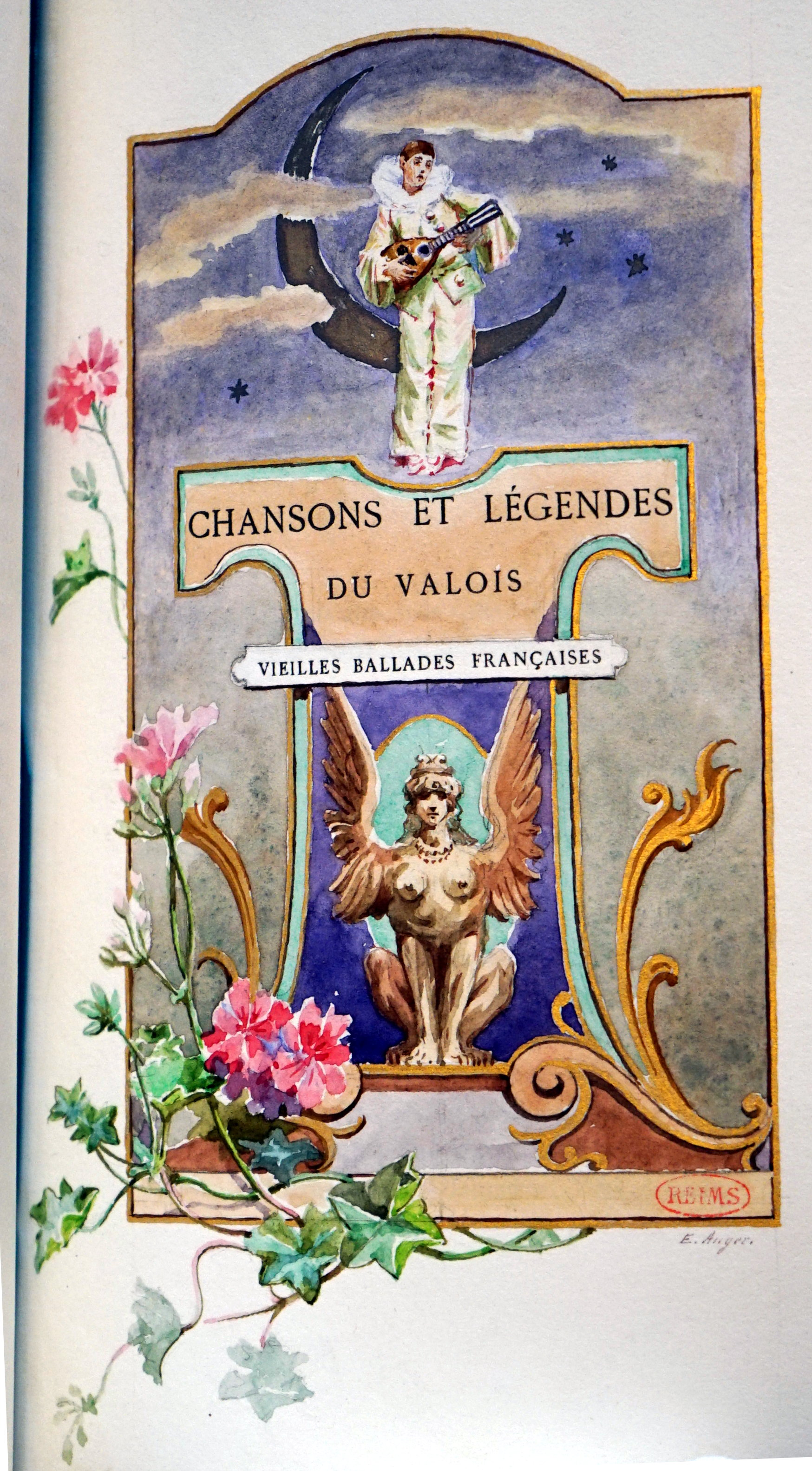
Dessin par Eugène Auger.

Le narrateur se souvient du Valois. Il réfléchit aux niveaux de langue et à la poésie. Évocation des chansons populaires et des contes.

## Jemmy

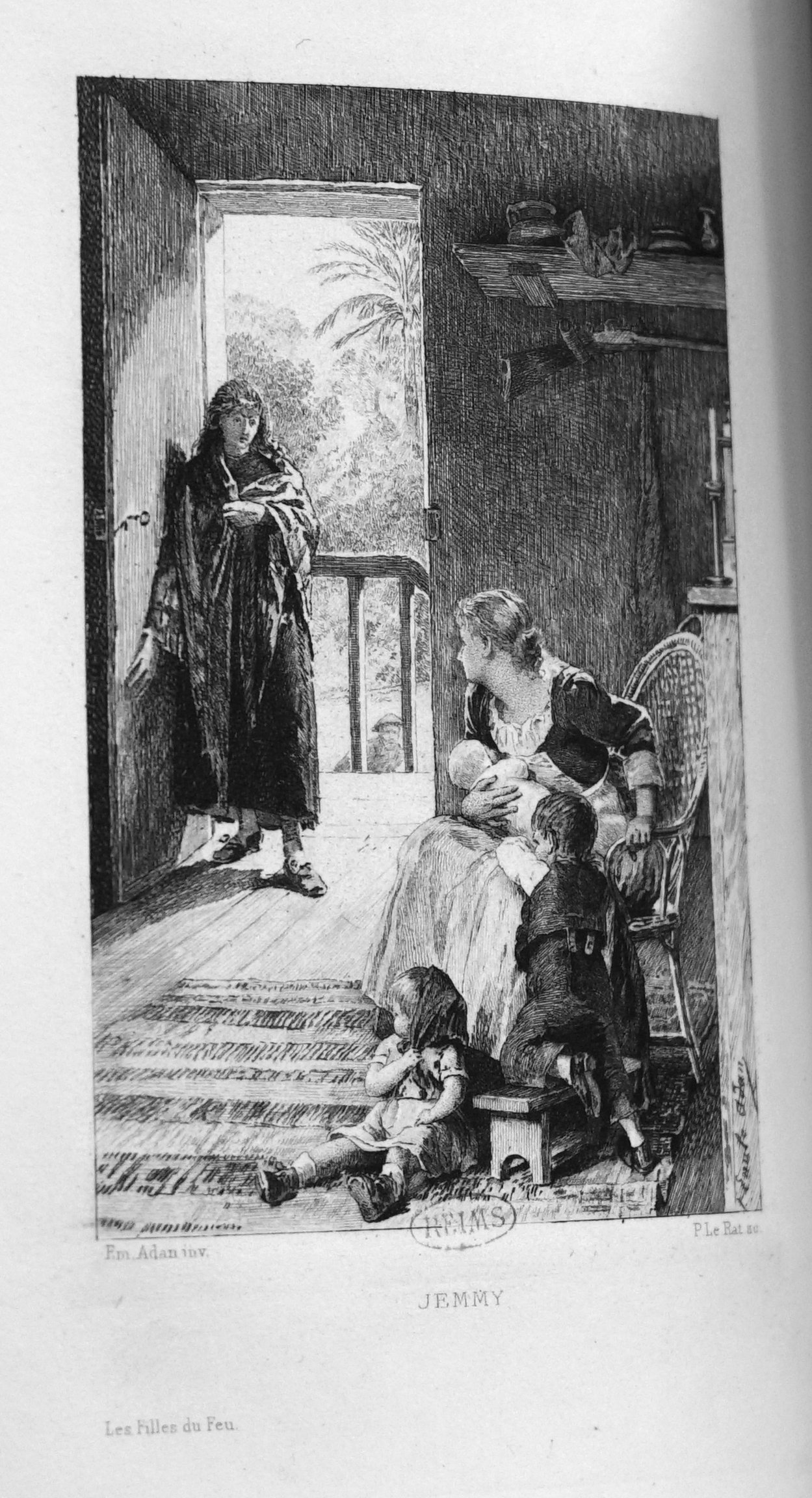
Jemmy par Louis Adan publié par Librairie des Bibliophiles en 1888.

Jemmy est la traduction d'une nouvelle en allemand de Charles Sealsfield. Nerval avait fait paraître la traduction de ce récit dans La Sylphide sous le titre Jemmy O'Dougherty.
Après maintes réflexions, aventures, Jemmy (Irlandaise) et Toffel (Allemand) se marient. Mais lors d'une promenade à cheval, Jemmy se fait kidnapper par les Indiens. Toffel, amoureux, la cherche avec ses troupes, en vain, des années durant. Des années plus tard, elle réapparaît et surprend son mari avec Marie Lindthal, une précédente rivale. Jemmy n'a plus rien : ses parents sont morts durant son absence, ses frères et sœurs sont partis à l'étranger, et son fils ne la reconnaît plus. La jeune femme décide de retourner chez les sauvages et se marie avec Tomahawk.

## Octavie
Le narrateur se dit attiré par l’Italie. Il s’arrête d’abord à Marseille. Tous les jours, il rencontre une jeune fille anglaise, Octavie, à la mer. Le narrateur part pour l’Italie. Un soir, alors qu’il est au théâtre, il aperçoit Octavie. Le lendemain matin, ils se parlent. Elle lui donne rendez-vous au « Portici ». Le soir, il va voir un ballet et il est invité à prendre le thé. Plus tard, il fait la rencontre d’une femme qui devient un amour contrarié, la rencontre se produit comme dans un « rêve ». Il en parle dans une lettre qu’il a adressée « à celle dont [il] avai[t] cru fuir l’amour fatal en [s’]éloignant de Paris. » Il se rend à son rendez-vous. Visite de Pompéi. Se rappelant son amour contrarié, il finit par renoncer à Octavie. Dix ans plus tard, le narrateur revient à Naples, revoit Octavie : celle-ci est mariée avec un peintre célèbre qui est totalement paralysé. « La pauvre fille [Octavie] avait dévoué son existence à vivre tristement entre son époux et son père [qui est aussi paralysé] ». Vivement vexé, le narrateur repart à Marseille…

## Isis
Isis est tirée d'une étude d'un archéologue allemand. Une première version intitulée Le Temple d'Isis, souvenir de Pompéi avait été publiée par Nerval en 1845 dans la revue La Phalange. Dans ce récit consacré au « culte de la déesse à Pompéi et à des réflexions sur la mort des religions », le narrateur nous entraîne dans les ruines de Pompéi.

## Corilla
Il s'agit d'une nouvelle représentée en pièce de théâtre. Fabio, amoureux de Corilla, engage Mazetto à transmettre ses lettres à la destinataire, et à en recevoir des informations. Un jour il obtient un rendez vous avec sa bien-aimée. elle est très ouverte et semble aimer Fabio. L'homme est donc surpris par la réaction de Corilla, il commence à douter. Un jour il la surprend avec Marcelli. Il croit donc avoir affaire à une traîtresse, qui se joue de lui. La vérité est que Mazetto n'a pas remis les lettres à Corilla. Et c'est une simple bouquetière qui a joué le rôle de Corilla pour tromper le seigneur. Après avoir écouté les deux hommes, Corilla rétablit la paix et les invite à souper.

## Émilie

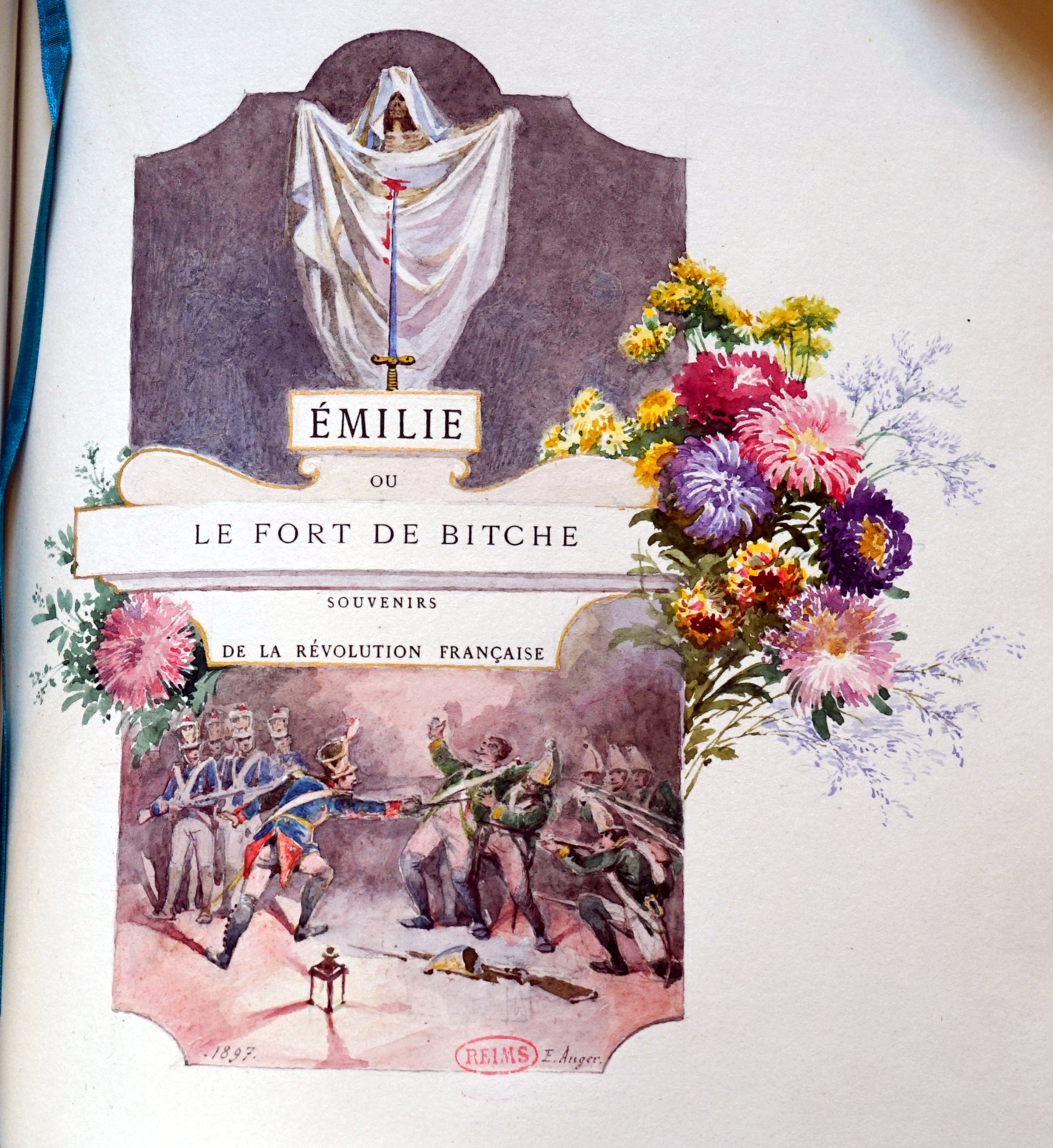
Par un dessin de Eugène Auger dans une édition de 1888, bibliothèque Carnegie (Reims).

Émilie reprend une nouvelle parue en 1839 dans Le Messager sous le titre Le Fort de Bitche, Souvenir de la révolution française. Ce serait un récit écrit en collaboration avec Auguste Maquet, collaborateur d'Alexandre Dumas, qui en a revendiqué la rédaction dans une note retrouvée en 1919.
Des hommes parlent de Desroches et s'interrogent sur sa mort. Certains le critiquent suspectant un suicide. L'abbé commence à narrer l'histoire de cet homme. Desroches était rentré dans un régiment dès l'âge de quatorze ans. Un jour, alors qu'il fut nommé lieutenant, il reçut un coup de sabre qui allait le rendre fou et malheureux s'il s'en sortait, affirmaient les chirurgiens. Durant son repos il rencontra Émilie. Ils décidèrent alors de se fiancer. Un jour Desroches expliqua que c'est en tuant un homme, l'unique « de sa propre main » qu'il gagna sa lieutenance ; pourtant il n'en était point fier. Par la suite, Desroches rencontra le frère de son épouse : Wilhelm qui un jour narra l'assassinat de son père à des officiers. L'un d'eux reconnut dans son histoire, celle de Desroches et spontanément il lui en fit part. Wilhelm comprit alors que l'assassin de son père était son beau-frère. Par conséquent il voulut venger son père en duel contre Desroches, qui refusa immédiatement. Pour finir, l'homme se retira et partit dans un régiment, où il trouva la mort peu de temps après.

## Les Chimères
Les Chimères forment un ensemble de douze sonnets : El Desdichado, Myrtho, Horus, Antéros, Delfica, Artémis, Le Christ aux Oliviers, Vers dorés (Le Christ aux Oliviers comporte à lui seul cinq sonnets). Le nombre 12 semble avoir été choisi à dessein par Nerval, selon la symbolique biblique des douze tribus d'Israël ou de celle du Nouveau testament[réf. souhaitée], repérable dans Le Christ aux Oliviers, et retrouvable dans les douze apôtres entourant Jésus.
Les Chimères ont marqué l’histoire de la poésie française par la plastique très pure du langage qui s’y développe et par la force poétique qui en émane. Malgré la clarté de la langue, le sens profond de ces poèmes reste aujourd'hui encore obscur. À la lecture de sa dédicace à Alexandre Dumas, il apparaît que Nerval revendique cet hermétisme. Il y écrit en effet que les poèmes des Chimères « perdraient de leur charme à être expliqués, si la chose était possible, concédez-moi du moins le mérite de l’expression ; — la dernière folie qui me reste sera de me croire poète : c’est à la critique de m’en guérir ». À ce titre, Nerval annonce Mallarmé et l’esthétique  surréaliste.
Beaucoup de critiques se sont néanmoins penchés et se penchent encore sur ces poèmes afin notamment de discuter de la présence de clefs supposées, généralement symboliques ou ésotériques. Certaines de ces clés sont évidemment biographiques : El Desdichado fait allusion aux deux crises nerveuses traversées par Gérard de Nerval, Myrtho et Delfica garde le souvenir de la jeune Anglaise rencontrée dans la baie de Naples… Mais l’inspiration des Chimères, le poète la puise dans ce syncrétisme qui a toujours marqué sa pensée : grand lecteur des œuvres ésotériques des alchimistes, des illuministes ou de certains philosophes, il nourrit ses vers d’une intuition panthéiste et mystique qu’il justifiera dans le dernier poème du recueil, Vers dorés : Homme, libre penseur ! Te crois-tu seul pensant / Dans ce monde où la vie éclate en toute chose ?
El Desdichado en particulier a énormément inspiré les auteurs de l'Oulipo : Nicolas Graner en recense ainsi plus de 500 avatars. Michel Pastoureau (in « Une Histoire symbolique du Moyen Âge occidental », 2004) en a proposé une interprétation héraldique, symbolique et emblématique fondée sur le célèbre Codex Manesse que Nerval a pu consulter à la Bibliothèque royale de Paris, ce qui est aussi l'idée de Simone Guers.